# Philippe-Jacques de Bengy de Puyvallée
Philippe-Jacques de Bengy de Puyvallée (1er mai 1743, Bourges - 3 octobre 1823, Bourges) est un militaire et homme politique français, député aux États généraux de 1789.

## Biographie

### Origines et jeunesse
Il appartient à une famille anoblie par l'échevinage de Bourges (1601-1602 et 1603-1604) et qui exerce plusieurs charges locales dans cette ville. Il descend d'Antoine Bengy, seigneur de Puyvallée (1569-1616) qui succède à Cujas dans la chaire de jurisprudence à l'Université de Bourges.
Il est le fils de Pierre Bengy de Puyvallée et Jeanne Aupic de Poupelin.
Le 22 mars 1774, il épouse à St-Oustrillet de Bourges Marie Madeleine Soumard, fille de Claude Soumard, seigneur de Villeneuve (1729-1754) et d'Adélaïde Olympe Pinson de Sevetreville. Il est le père de Claude-Austrégésile de Bengy de Puyvallée, député du Cher (1820-1823).

### Ancien Régime
Entré comme sous-lieutenant dans le régiment de la Vieille-Marine en 1763, à la fin de la guerre de Sept Ans, il quitte le service en 1775, consacre ses loisirs à l'étude, et à l'exploitation de ses propriétés. Il est nommé, en 1778, administrateur de l'Hôtel-Dieu de Bourges, et enfin, le 27 mars 1789, il est élu député de la noblesse aux États généraux par le bailliage du Berry.
Les trois ordres se sont réunis à Bourges le 16 mars, pour cette élection de députés. Le président de la séance, le comte de la Châtre, bailli « d'épée » du bailliage de Berry, maréchal de camp, inspecteur de cavalerie, premier gentilhomme de la chambre de Monsieur frère du Roi, est assisté de son lieutenant général, Claude de Bengy.

### Révolution française
À l'Assemblée constituante, Bengy de Puyvallée siège à droite et défend l'Ancien Régime. Il opine en faveur du veto absolu, demande que le droit de paix et de guerre soit dévolu au roi, et que les apanages des enfants de France soient considérés comme domaines privés.
Son discours le plus remarquable est celui qu'il prononce, à la séance du 5 novembre 1789, sur la division territoriale de la France en départements. Bengy de Puyvallée insiste également en termes précis sur les vices de la combinaison adoptée qui donne comme base à la représentation nationale, la contribution directe.
Après la session de la Constituante, Bengy de Puyvallée quitte la France et émigre. Toutefois, il ne reste pas au service des princes, et revient en France en 1792. Mais son attitude à l'Assemblée et son départ ont suffi à le rendre suspect. Ses biens sont séquestrés, et il a grande peine à se soustraire à la condamnation capitale dont il est menacé. Rayé, sous le Directoire, de la liste des émigrés, puis replacé sur cette liste et frappé d'une mesure de proscription, il multiplie les démarches auprès des députés de Paris. Un d'eux, Guyot des Herbiers, finit par obtenir pour lui, de Merlin de Douai, la faveur de résider en France.
Redevenu, sous le Consulat, membre de la commission administrative des hospices de Bourges, il n'accepte pas d'autres fonctions de Napoléon Ier, et ne doit qu'à la Restauration les titres et grades de chevalier de Saint-Louis (1814), de président du collège électoral du Cher (1820), et de conseiller général de ce département.
Il est enterré au cimetière des Capucins de Bourges.

## Publications
- Réflexion sur le cadastre, 1818.
- Essai sur l'état de la Société religieuse en France, Paris, 1820.
- Les rapports avec la Société politique depuis l'établissement de la monarchie jusqu'à nos jours, 1820.